# Yamaha YZF-R1
La Yamaha YZF-R1 è una famiglia di motociclette sportive di cilindrata 1000 cm³, prodotte dalla Yamaha dal 1998.
Presentata in anteprima all'EICMA di Milano il 15 settembre 1997 ed entrata in produzione nel 1998, è il fiore all'occhiello della casa dei tre diapason, che la presenta in contrapposizione ad altre moto giapponesi similari quali la Suzuki GSX-R1000, la Honda CBR 1000RR e la Kawasaki Ninja ZX-10R, oltre che utilizzarla con modifiche parziali rispetto a quella stradale per le competizioni motociclistiche che vedono la partecipazione di moto sportive derivate dalla serie, quali la Superbike e la Superstock.

## Storia
Con la R1, Yamaha ha dato avvio ad una nuova era: le moto sportive degli anni novanta erano perlopiù di 750 cm³ di cilindrata e la R1 è stata la prima moto da 1000 cm³ con caratteristiche veramente sportive, a differenza delle precedenti che erano più pesanti e poco maneggevoli. La combinazione di leggerezza e aggressività dell'erogazione hanno dato un marchio a questa moto, a volte difficile da gestire se non si era abbastanza esperti.
Il primo modello di R1, del 1998, aveva un motore a carburatori da 150 CV a 10000 giri/min e 11 kgm di coppia motrice a 8500 giri, misure di alesaggio x corsa di 74 x 58 mm, 5 valvole per cilindro e interasse di 1395 mm. Il telaio era un'evoluzione del Deltabox delle precedenti Yamaha FZR 1000. La forcella era da 41 mm di diametro, i freni anteriori con doppio disco da 298 mm e peso in ordine di marcia 205 kg.
La versione del 2002 ha subito diverse modifiche: innanzitutto un restyling estetico, nuovo telaio più rigido di circa il 30%, ma anche l'adozione dell'iniezione elettronica; la potenza è aumentata a 152  CV a 10500 giri/min (una decina in meno rispetto alla Suzuki GSX-R 1000), con una erogazione più lineare che rende la guida più equilibrata. Il peso dichiarato si assesta su 174 kg a secco.

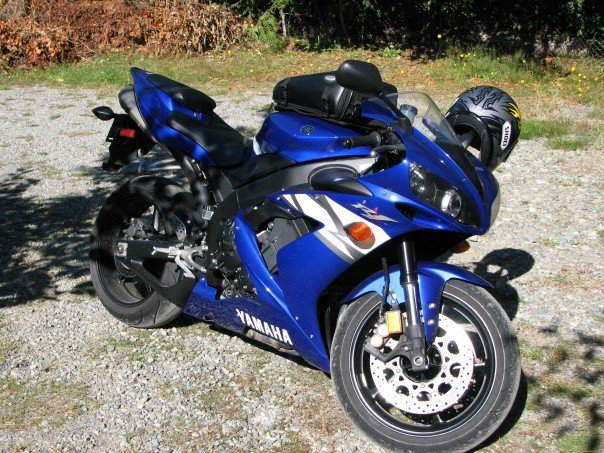
YZF-R1 del 2004

Nel 2004 si è avuta un'ulteriore evoluzione, sia tecnica che estetica. Gli scarichi sono diventati 2 e sono spostati sotto la sella, le misure del motore sono diventate più superquadre, 77 x 53,6 mm e il peso a secco è diventato di 172 kg. La potenza, grazie ad un maggior allungo garantito dal nuovo motore, è aumentata a 172  CV a 12500 giri/min. La R1 2004 è dotata di pompa radiale per i freni anteriori, con pinze anch'esse ad attacco radiale. Si è riscontrato un peggioramento della maneggevolezza, dovuto soprattutto ad una posizione di guida più "seduta" sul posteriore, ma l'efficacia di telaio, freni e motore garantiva migliori prestazioni nella guida rispetto alla versione precedente.
Nel 2006 ci sono state solo piccole migliorie tecniche, il forcellone è stato allungato per garantire più trazione, l'interasse è aumentato così a 1415 mm. Per quanto riguarda il motore la nuova potenza dichiarata era di 175  CV.

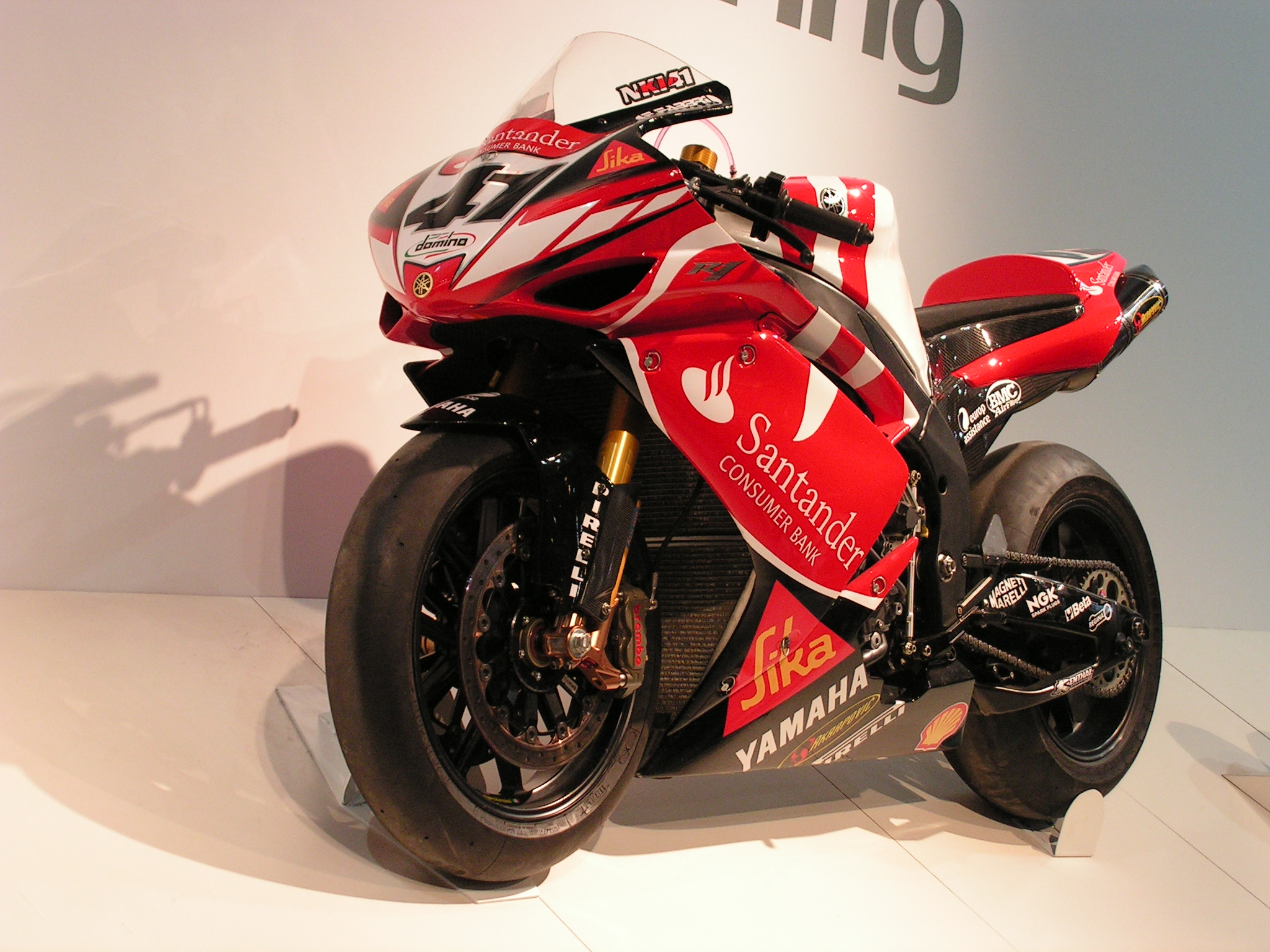
La YZF-R1 del 2007 in versione Superbike di Noriyuki Haga

Il modello 2007 ha presentato invece una rivoluzione, l'adozione delle 4 valvole per cilindro. La potenza è salita a 180 CV ed è stato adottato per la prima volta un acceleratore a comando elettronico (YCCT-I) insieme ad un sistema di aspirazione a geometria variabile (la lunghezza dei cornetti è maggiore ai bassi regimi e minore agli alti), per migliorare erogazione e potenza. I freni anteriori sono diventati a 6 pistoncini con dischi da 310 mm, ed è comparsa una frizione antisaltellamento.

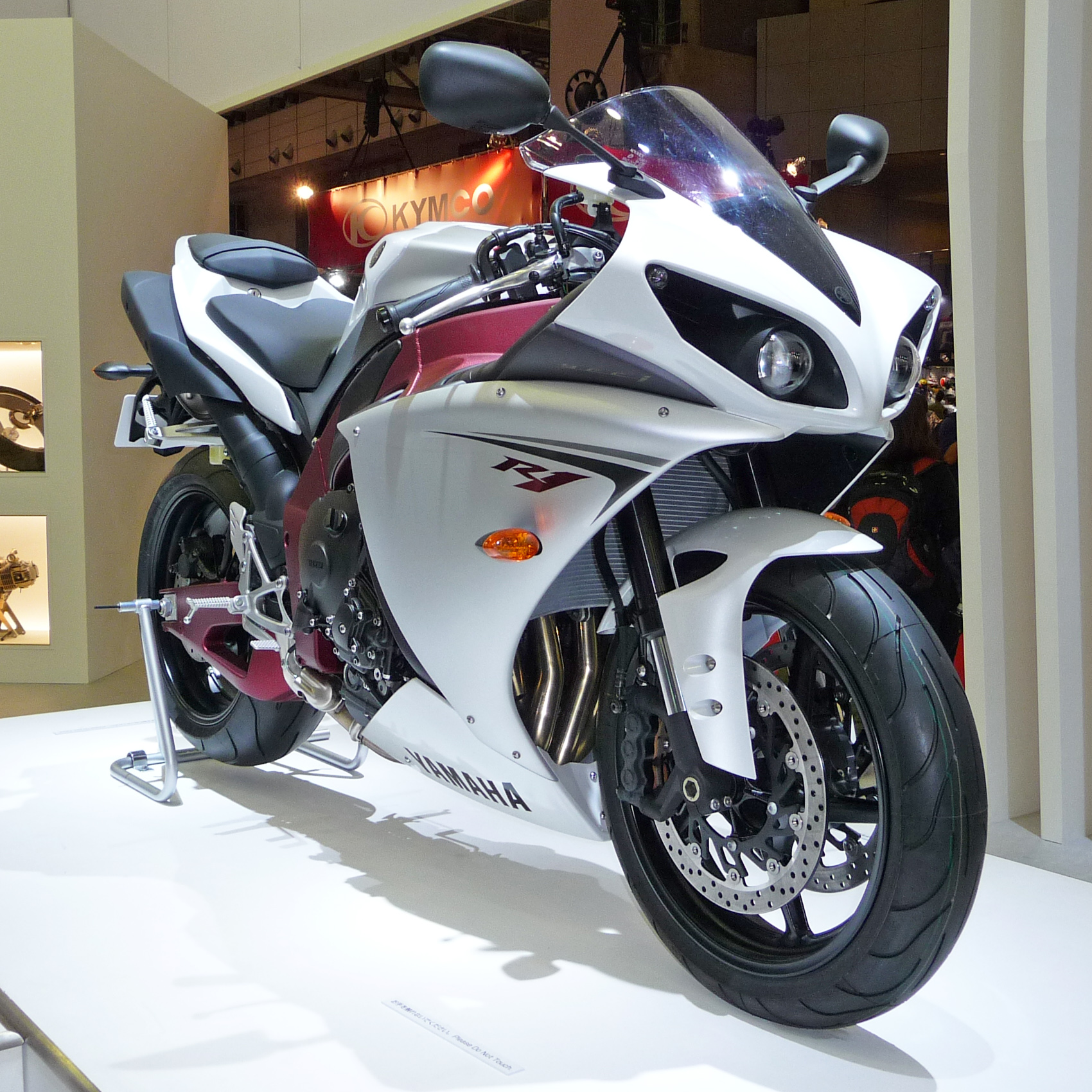
YAMAHA YZF-R1 del 2009

Nel 2009 un'altra innovazione: l'adozione di un albero “a croce” che caratterizza il motore a scoppi irregolari, derivato dalla Yamaha YZR-M1 (prototipo da competizione). Anziché avere uno scoppio ogni 180° di rotazione come tutti i motori 4 cilindri in linea, la R1 2009 ha una sequenza 0°-270°-180°-90°. Il sound che ne deriva è esattamente quello di un V4 di 90°. Le misure di alesaggio e corsa diventano 78 x 52,2 mm, il rapporto di compressione è di 12,7:1, la potenza di 182  CV a 12500 giri, la coppia max 11,8 kgm a 10000 giri.
La scelta di una fasatura a scoppi irregolari è dovuta alla ricerca di una migliore risposta del motore in uscita di curva, a scapito della potenza massima: infatti questo motore si caratterizza per una notevole spinta ai medi regimi, dovuta anche all'acceleratore elettronico con 3 mappature. Purtroppo l'albero a croce impone un contralbero antivibrazioni, che contribuisce ad aumentare il peso della moto, sopra la media delle avversarie (206 kg in ordine di marcia).
Nella sua versione sportiva, nel campionato mondiale superbike riesce a vincere, per la prima volta nella sua storia, il titolo piloti 2009, con alla guida l'esordiente americano Ben Spies.

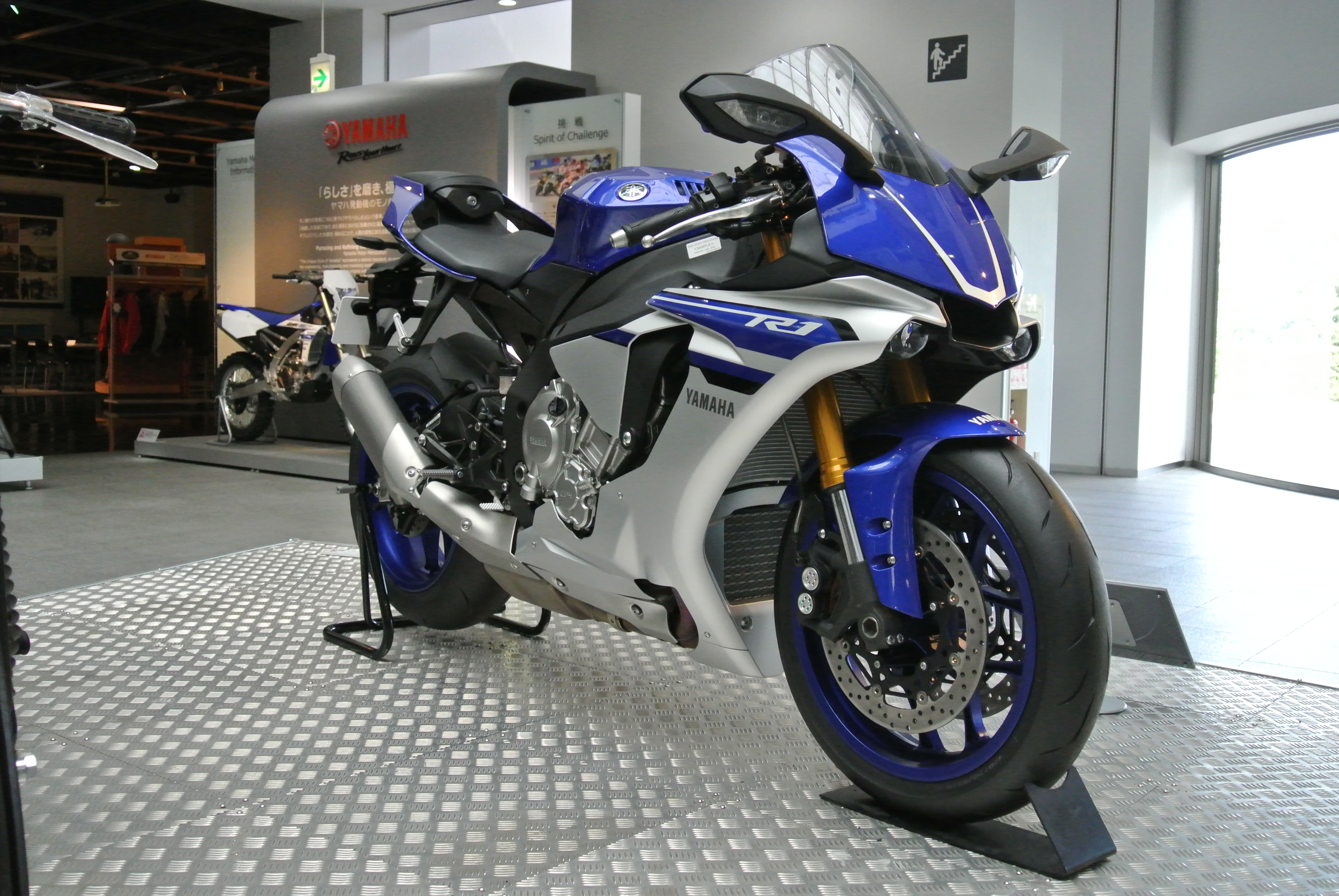
Yamaha YZF-R1M del 2015

La versione 2015 rappresenta un'ulteriore evoluzione: torna allo scarico laterale singolo, adotta un motore nuovo (sempre con albero a croce) con misure 79 x 50,9 mm e 200 CV di potenza massima a 13000 giri/min, e il peso in ordine di marcia è di 199 kg, grazie anche all'adozione di nuovi cerchi in magnesio. Nuove sono anche la valvola Exup allo scarico (per migliorare l'erogazione ai bassi/medi regimi) e la frizione antisaltellamento. Viene per la prima volta utilizzata una piattaforma inerziale (denominata IMU) a 6 assi, con sensori (3 giroscopi e 3 accelerometri) che analizzano in tempo reale e in 3D posizione e movimenti della moto, con controllo su trazione, slittamenti, impennate e partenze; vari parametri sono settabili elettronicamente. La dotazione presenta i seguenti sistemi:
- Traction Control/Slide Control in base all'angolo di piega
- Lift Control e Launch Control
- ABS/Unified Brake System sensibili all'angolo di piega[3]

La R1 2015 è anche disponibile in versione R1-M, con sospensioni elettroniche Ohlins, controllate dalla piattaforma IMU e personalizzabili, sistema di acquisizione dati CCU (Communication Control Unit) e carene in carbonio. La R1-M è un'edizione limitata, prenotabile solo on line.

## Caratteristiche tecniche
| Caratteristiche tecniche - Yamaha YZF-R1 2007                    | Caratteristiche tecniche - Yamaha YZF-R1 2007                                    | Caratteristiche tecniche - Yamaha YZF-R1 2007                                    | Caratteristiche tecniche - Yamaha YZF-R1 2007                                    | Caratteristiche tecniche - Yamaha YZF-R1 2007                                    | Caratteristiche tecniche - Yamaha YZF-R1 2007                                    |
| ---------------------------------------------------------------- | -------------------------------------------------------------------------------- | -------------------------------------------------------------------------------- | -------------------------------------------------------------------------------- | -------------------------------------------------------------------------------- | -------------------------------------------------------------------------------- |
|                                                                  |                                                                                  |                                                                                  |                                                                                  |                                                                                  |                                                                                  |
| Dimensioni e pesi                                                |                                                                                  |                                                                                  |                                                                                  |                                                                                  |                                                                                  |
| Ingombri (lungh.×largh.×alt.)                                    | 2060 × 720 × 1110 mm                                                             | 2060 × 720 × 1110 mm                                                             | 2060 × 720 × 1110 mm                                                             | 2060 × 720 × 1110 mm                                                             | 2060 × 720 × 1110 mm                                                             |
| Altezze                                                          | Sella: 835 mm - Minima da terra: 135 mm                                          | Sella: 835 mm - Minima da terra: 135 mm                                          | Sella: 835 mm - Minima da terra: 135 mm                                          | Sella: 835 mm - Minima da terra: 135 mm                                          | Sella: 835 mm - Minima da terra: 135 mm                                          |
| Interasse: 1415 mm                                               | Interasse: 1415 mm                                                               | Massa a vuoto: 177 kg                                                            | Massa a vuoto: 177 kg                                                            | Serbatoio: 18 l                                                                  | Serbatoio: 18 l                                                                  |
| Meccanica                                                        |                                                                                  |                                                                                  |                                                                                  |                                                                                  |                                                                                  |
| Tipo motore: 4 cilindri in linea a 4 tempi                       | Tipo motore: 4 cilindri in linea a 4 tempi                                       | Tipo motore: 4 cilindri in linea a 4 tempi                                       | Tipo motore: 4 cilindri in linea a 4 tempi                                       | Raffreddamento: a liquido                                                        | Raffreddamento: a liquido                                                        |
| Cilindrata                                                       | 998 cm³ (Alesaggio 77,0 × Corsa 53,6 mm)                                         | 998 cm³ (Alesaggio 77,0 × Corsa 53,6 mm)                                         | 998 cm³ (Alesaggio 77,0 × Corsa 53,6 mm)                                         | 998 cm³ (Alesaggio 77,0 × Corsa 53,6 mm)                                         | 998 cm³ (Alesaggio 77,0 × Corsa 53,6 mm)                                         |
| Distribuzione: DOHC 4 valvole per cilindro                       | Distribuzione: DOHC 4 valvole per cilindro                                       | Distribuzione: DOHC 4 valvole per cilindro                                       | Alimentazione: Iniezione elettronica                                             | Alimentazione: Iniezione elettronica                                             | Alimentazione: Iniezione elettronica                                             |
| Potenza: con Air-box in pressione 189 CV (139 kW) a 12.500 g/min | Potenza: con Air-box in pressione 189 CV (139 kW) a 12.500 g/min                 | Coppia: 118,3 Nm a 10.000 g/min                                                  | Coppia: 118,3 Nm a 10.000 g/min                                                  | Rapporto di compressione:                                                        | Rapporto di compressione:                                                        |
| Frizione: dischi multipli in bagno di olio                       | Frizione: dischi multipli in bagno di olio                                       | Frizione: dischi multipli in bagno di olio                                       | Cambio: sequenziale a 6 marce (sempre in presa)                                  | Cambio: sequenziale a 6 marce (sempre in presa)                                  | Cambio: sequenziale a 6 marce (sempre in presa)                                  |
| Accensione                                                       | elettronica CDI                                                                  | elettronica CDI                                                                  | elettronica CDI                                                                  | elettronica CDI                                                                  | elettronica CDI                                                                  |
| Trasmissione                                                     | a catena                                                                         | a catena                                                                         | a catena                                                                         | a catena                                                                         | a catena                                                                         |
| Avviamento                                                       | elettrico                                                                        | elettrico                                                                        | elettrico                                                                        | elettrico                                                                        | elettrico                                                                        |
| Ciclistica                                                       |                                                                                  |                                                                                  |                                                                                  |                                                                                  |                                                                                  |
| Telaio                                                           | Deltabox in alluminio                                                            | Deltabox in alluminio                                                            | Deltabox in alluminio                                                            | Deltabox in alluminio                                                            | Deltabox in alluminio                                                            |
| Sospensioni                                                      | Anteriore: Forcelle a steli rovesciati da 43 mm / Posteriore: Monoammortizzatore | Anteriore: Forcelle a steli rovesciati da 43 mm / Posteriore: Monoammortizzatore | Anteriore: Forcelle a steli rovesciati da 43 mm / Posteriore: Monoammortizzatore | Anteriore: Forcelle a steli rovesciati da 43 mm / Posteriore: Monoammortizzatore | Anteriore: Forcelle a steli rovesciati da 43 mm / Posteriore: Monoammortizzatore |
| Freni                                                            | Anteriore: Doppio freno a disco da 310 mm / Posteriore: Freno a disco da 220 mm  | Anteriore: Doppio freno a disco da 310 mm / Posteriore: Freno a disco da 220 mm  | Anteriore: Doppio freno a disco da 310 mm / Posteriore: Freno a disco da 220 mm  | Anteriore: Doppio freno a disco da 310 mm / Posteriore: Freno a disco da 220 mm  | Anteriore: Doppio freno a disco da 310 mm / Posteriore: Freno a disco da 220 mm  |
| Pneumatici                                                       | Anteriore 120/70 ZR17MC - Posteriore 190/50 ZR17MC                               | Anteriore 120/70 ZR17MC - Posteriore 190/50 ZR17MC                               | Anteriore 120/70 ZR17MC - Posteriore 190/50 ZR17MC                               | Anteriore 120/70 ZR17MC - Posteriore 190/50 ZR17MC                               | Anteriore 120/70 ZR17MC - Posteriore 190/50 ZR17MC                               |
| Fonte dei dati:                                                  |                                                                                  |                                                                                  |                                                                                  |                                                                                  |                                                                                  |

| Caratteristiche tecniche - Yamaha YZF-R1 M 2017                  | Caratteristiche tecniche - Yamaha YZF-R1 M 2017 | Caratteristiche tecniche - Yamaha YZF-R1 M 2017 | Caratteristiche tecniche - Yamaha YZF-R1 M 2017 | Caratteristiche tecniche - Yamaha YZF-R1 M 2017 | Caratteristiche tecniche - Yamaha YZF-R1 M 2017 |
| ---------------------------------------------------------------- | --- | --- | --- | --- | --- |
|                                                                  | | | | | |
| Dimensioni e pesi                                                | | | | | |
| Ingombri (lungh.×largh.×alt.)                                    | 2055 × 690 × 1150 mm | 2055 × 690 × 1150 mm | 2055 × 690 × 1150 mm | 2055 × 690 × 1150 mm | 2055 × 690 × 1150 mm |
| Altezze                                                          | Sella: 860 mm - Minima da terra: 130 mm | Sella: 860 mm - Minima da terra: 130 mm | Sella: 860 mm - Minima da terra: 130 mm | Sella: 860 mm - Minima da terra: 130 mm | Sella: 860 mm - Minima da terra: 130 mm |
| Interasse: 1405 mm                                               | Interasse: 1405 mm | Massa a vuoto: 181 kg | Massa a vuoto: 181 kg | Serbatoio: 17 l | Serbatoio: 17 l |
| Meccanica                                                        | | | | | |
| Tipo motore: 4 cilindri in linea a 4 tempi CP4 crossplane        | Tipo motore: 4 cilindri in linea a 4 tempi CP4 crossplane | Tipo motore: 4 cilindri in linea a 4 tempi CP4 crossplane | Tipo motore: 4 cilindri in linea a 4 tempi CP4 crossplane | Raffreddamento: a liquido | Raffreddamento: a liquido |
| Cilindrata                                                       | 998 cm³ (Alesaggio 79,0 × Corsa 50,9 mm) | 998 cm³ (Alesaggio 79,0 × Corsa 50,9 mm) | 998 cm³ (Alesaggio 79,0 × Corsa 50,9 mm) | 998 cm³ (Alesaggio 79,0 × Corsa 50,9 mm) | 998 cm³ (Alesaggio 79,0 × Corsa 50,9 mm) |
| Distribuzione: DOHC 4 valvole per cilindro                       | Distribuzione: DOHC 4 valvole per cilindro | Distribuzione: DOHC 4 valvole per cilindro | Alimentazione: Iniezione elettronica | Alimentazione: Iniezione elettronica | Alimentazione: Iniezione elettronica |
| Potenza: con Air-box in pressione 200 CV (147 kW) a 13.500 g/min | Potenza: con Air-box in pressione 200 CV (147 kW) a 13.500 g/min | Coppia: 112 Nm a 11.500 g/min | Coppia: 112 Nm a 11.500 g/min | Rapporto di compressione: | Rapporto di compressione: |
| Frizione: dischi multipli in bagno di olio                       | Frizione: dischi multipli in bagno di olio | Frizione: dischi multipli in bagno di olio | Cambio: sequenziale a 6 marce (sempre in presa) | Cambio: sequenziale a 6 marce (sempre in presa) | Cambio: sequenziale a 6 marce (sempre in presa) |
| Accensione                                                       | elettronica CDI | elettronica CDI | elettronica CDI | elettronica CDI | elettronica CDI |
| Trasmissione                                                     | a catena | a catena | a catena | a catena | a catena |
| Avviamento                                                       | elettrico | elettrico | elettrico | elettrico | elettrico |
| Ciclistica                                                       | | | | | |
| Telaio                                                           | Deltabox in alluminio | Deltabox in alluminio | Deltabox in alluminio | Deltabox in alluminio | Deltabox in alluminio |
| Sospensioni                                                      | Anteriore: Elettronica a forcella rovesciata Öhlins da 43 mm / Posteriore: Elettronica Öhlins con ammortizzatore singolo e serbatoio di trasporto, regolabile in 4 direzioni. | Anteriore: Elettronica a forcella rovesciata Öhlins da 43 mm / Posteriore: Elettronica Öhlins con ammortizzatore singolo e serbatoio di trasporto, regolabile in 4 direzioni. | Anteriore: Elettronica a forcella rovesciata Öhlins da 43 mm / Posteriore: Elettronica Öhlins con ammortizzatore singolo e serbatoio di trasporto, regolabile in 4 direzioni. | Anteriore: Elettronica a forcella rovesciata Öhlins da 43 mm / Posteriore: Elettronica Öhlins con ammortizzatore singolo e serbatoio di trasporto, regolabile in 4 direzioni. | Anteriore: Elettronica a forcella rovesciata Öhlins da 43 mm / Posteriore: Elettronica Öhlins con ammortizzatore singolo e serbatoio di trasporto, regolabile in 4 direzioni. |
| Freni                                                            | Anteriore: Doppio freno a disco da 310 mm / Posteriore: Freno a disco da 220 mm                                                                                               | Anteriore: Doppio freno a disco da 310 mm / Posteriore: Freno a disco da 220 mm                                                                                               | Anteriore: Doppio freno a disco da 310 mm / Posteriore: Freno a disco da 220 mm                                                                                               | Anteriore: Doppio freno a disco da 310 mm / Posteriore: Freno a disco da 220 mm                                                                                               | Anteriore: Doppio freno a disco da 310 mm / Posteriore: Freno a disco da 220 mm                                                                                               |
| Pneumatici                                                       | Anteriore 120/70 ZR17MC - Posteriore 190/50 ZR17MC | Anteriore 120/70 ZR17MC - Posteriore 190/50 ZR17MC | Anteriore 120/70 ZR17MC - Posteriore 190/50 ZR17MC | Anteriore 120/70 ZR17MC - Posteriore 190/50 ZR17MC | Anteriore 120/70 ZR17MC - Posteriore 190/50 ZR17MC |
| Fonte dei dati:                                                  | | | | | |